# 趙纓絡
趙 纓絡（ちょう えいらく、1111年3月以前 - 1137年）は、北宋の徽宗の第19皇女（夭逝を除いて第9皇女）。

## 経歴
政和元年（1111年）3月25日、順福公主の位を授けられた。政和3年（1113年）閏4月、順福帝姫の位を改授された。靖康元年（1126年）6月、順徳帝姫を再授され、向子扆に降嫁した。
靖康の変後、金に連行され、完顔宗翰（ネメガ）の側室となった。金の天会8年（1130年）6月、纓絡は次婦（妾妻）の位を授けられた。天会15年（1137年）7月に宗翰が病没した後、纓絡は宗翰の家を出て五国城へ向かったが、習古国王に足止めされ、その側室となった。同年、死去した。

## 伝記資料
- 『宋史』
- 『靖康稗史箋證』
- 『皇第十九女特封順福公主制』
- 『順福公主特改封順福帝姫制』